# Kevin Oris
Kevin Oris (Turnhout, 6 december 1984) is een Belgisch voetballer die als aanvaller voor FC Wezel Sport speelt.

## Carrière

### België
Oris brak door in het seizoen 2005/06 toen hij bij FC Verbroedering Meerhout 35 doelpunten scoorde in 27 wedstrijden. Door deze opmerkelijke prestatie kon hij een transfer naar eersteklasser SV Roeselare versieren. In 2007 wordt hij verkocht aan KVSK United. In de zomer van 2008 kreeg hij een transfer terug, bij een eersteklasser deze keer: RAEC Mons, hij moest daar Wilfried Dalmat doen vergeten.
Oris tekende in augustus 2009 een tweejarig contract bij Royal Antwerp FC. Zijn debuut voor Antwerp maakte hij op 26 augustus 2009 tegen Lierse SK. Hij verbleef er uiteindelijk tweeënhalf seizoenen. In zijn laatste wedstrijd voor Antwerp maakte hij nog een hattrick tegen CS Visé.

### Daejeon Citizen
Begin 2012 ging hij naar het Zuid-Koreaans Daejeon Citizen. Hij deed het hier zeer goed en groeide uit tot de vedette van de ploeg. In februari 2012 werd er zelfs een paar Kevin-Oris-voetbalschoenen ontworpen. Hij scoorde dat seizoen uiteindelijk 16 goals in 37 wedstrijden en werd daarmee 5de in de topschutterstand samen met Kim Eun-Jung van Gangwon FC. Ook in de beker scoorde hij drie goals.

### Jeonbuk Hyundai Motors
In 2013 kreeg hij een transfer naar de Zuid-Koreaanse topclub Jeonbuk Hyundai Motors. Hij komt hierdoor ook in actie op de AFC Champions League. In zijn eerste wedstrijd voor de club scoorde hij meteen tegen het Thaise Muangthong United in de AFC Champions League. Ook in zijn eerste competitiewedstrijd scoorde hij tegen zijn ex-club Daejeon Citizen. In oktober 2013 verloor hij met Jeonbuk de bekerfinale van Ulsan Hyundai FC. Hij kwam dat seizoen uiteindelijk aan 31 wedstrijden en 14 goals. Hij werd uiteindelijk ook derde in het klassement met de club.

### Liaoning FC
Begin 2014 werd bekend dat hij overstapte naar de Chinese eersteklasser Liaoning FC. Bij zijn debuut, op 9 maart 2014, in de wedstrijd tegen Shanghai SIPG maakte hij meteen een doelpunt, de wedstrijd zou uiteindelijk op 1-1 eindigen.

### KVV Thes Sport Tessenderlo
In 2018 werd bekend dat hij transfervrij overstapte naar de Belgische amateurclub KVV Thes Sport Tessenderlo. Hij tekende een contract tot juli 2019. Hier speelde hij in de tweede seizoenhelft van 2017/18 negen wedstrijden waarin hij viermaal wist te scoren en zo Thes hielp naar de hoogste amateurklasse. In 2018/19 was hij met zijn 23 doelpunten in 36 wedstrijden een van de redenen dat Thes ook in Eerste klasse amateurs kampioen werd van de reguliere competitie. Thes vroeg echter geen licentie aan omdat men niet over de juiste faciliteiten beschikte en niet het budget had om een profclub te worden op dat moment. In de eindronde voor promotie (die voor Thes geen nut meer had) werd men tweede, op vijf punten van winnaar Excelsior Virton.

### Berg en Dal
In de zomer van 2019 tekende Oris voor de Antwerpse eersteprovincialer K. Berg en Dal VV. Hier ging hij voor het eerst in zijn carrière spelen met jongere broer Mike Oris, die overkwam van FC Wezel Sport, met wie hij kampioen was geworden in tweede provinciale B Antwerpen. Mike werd tijdens 2018/19 topschutter met 32 doelpunten. Oris wist tijdens 2019/20 elfmaal te scoren in 21 wedstrijden.
Toen trainer Rudy Van Houdt op 30 januari 2020 ontslag nam bij Berg en Dal omdat de spelers naar eigen zeggen niet meer naar hem luisterden, sprong de geblesseerde Oris in als speler-trainer. Berg en Dal eindigde uiteindelijk zesde in een seizoen dat vroegtijdig werd stopgezet vanwege de coronapandemie.

### Wezel Sport
In februari 2021, toen het amateurvoetbal in België al maanden stil lag vanwege de coronapandemie, tekende de 36-jarige Oris voor reeksgenoot FC Wezel Sport.

## Statistieken[4]
| seizoen | club                       | land       | competitie                   | wed | goals |
| ------- | -------------------------- | ---------- | ---------------------------- | --- | ----- |
| 2002/03 | KAC Olen                   | België     | Derde klasse                 | 22  | 8     |
| 2003/04 | K. Lyra TSV                | België     | Derde klasse                 | 22  | 7     |
| 2004/05 | Sportkring Sint-Niklaas    | België     | Derde klasse                 | 12  | 1     |
| 2004/05 | FC Verbroedering Meerhout  | België     | Vierde klasse                | 9   | 7     |
| 2005/06 | FC Verbroedering Meerhout  | België     | Vierde klasse                | 27  | 35    |
| 2006/07 | KSV Roeselare              | België     | Eerste klasse                | 17  | 2     |
| 2007/08 | KVSK United                | België     | Tweede klasse                | 31  | 6     |
| 2008/09 | RAEC Mons                  | België     | Eerste klasse                | 23  | 2     |
| 2009/10 | Royal Antwerp FC           | België     | Tweede Klasse                | 28  | 8     |
| 2010/11 | Royal Antwerp FC           | België     | Tweede Klasse                | 31  | 21    |
| 2011/12 | Royal Antwerp FC           | België     | Tweede Klasse                | 20  | 9     |
| 2011/12 | Daejeon Citizen            | Zuid-Korea | K-League                     | 37  | 16    |
| 2012/13 | Jeonbuk Hyundai Motors     | Zuid-Korea | K-League                     | 28  | 13    |
| 2013/14 | Liaoning FC                | China      | Chinese Super League         | 9   | 1     |
| 2014/15 | Incheon United             | Zuid-Korea | K League Classic             | 31  | 6     |
| 2015/16 | Incheon United             | Zuid-Korea | K League Classic             | 29  | 8     |
| 2016/17 | Kyoto Sanga FC             | Japan      | J2 League                    | 27  | 6     |
| 2017/18 | KVV Thes Sport Tessenderlo | België     | Tweede klasse amateurs       | 9   | 4     |
| 2018/19 | KVV Thes Sport Tessenderlo | België     | Eerste klasse amateurs       | 36  | 23    |
| 2019/20 | K. Berg en Dal VV          | België     | Eerste provinciale Antwerpen | 21  | 11    |
|         |                            |            | Totaal                       | 380 | 156   |

## Palmares
| Nationaal                    |    |      |                             |
| Titel Vierde Klasse          | 1x | 2006 | Verbroedering Geel-Meerhout |
| Titel tweede klasse amateurs | 1x | 2018 | KVV Thes Sport Tessenderlo  |

## Trivia
Na zijn passages in Azië opende hij samen met zijn vrouw een Bed and Breakfast in Ten Aard, een kleine deelgemeente van Geel. Naar aanleiding van deze B&B verscheen hij in juni 2019 samen met zijn vrouw in het televisieprogramma Met Vier in Bed op VTM.